# むこう岸
『むこう岸』（むこうぎし）は、日本の児童文学作品。著者は児童文学作家の安田夏菜。学業に挫折した少年と、生活保護を受ける家庭で育った少女の2人を主人公として、この2人が互いに反目し合いながらも、中学生の男女の視点で貧困や格差社会を見つめつつ、立ちはだかる貧困を前にして自分たちができることを模索して、それぞれの希望を見出していく物語である。刊行当時にはまだ一般的な言葉ではなかったヤングケアラーを題材とした作品でもある。2018年に講談社より、書き下ろし作品として刊行された。2019年には第59回日本児童文学者協会賞を受賞、2024年には日本放送協会(NHK)により単発のテレビドラマとして放映された。

## あらすじ
エリート家族育ちの山之内和真は、厳格な父の方針で、中学受験で私立の有名進学校へ進学するものの、周囲のレベルについていけず、公立の中学に転校する。そこで級友となった佐野樹希は、父を事故で喪い、母が心を病んでいるために、生活保護を受けて生活している。
ある日、和真は偶然から「進学校で挫折」という秘密を、樹希に知られてしまう。樹希が秘密を守る交換条件として、和真は樹希の弟分のアベルに勉強を教えることになる。和真はやむなく、樹希やアベルたちが集う喫茶店「カフェ・居場所」で、その役を引き受ける。アベルが苦手だった勉強に真面目に取り組んだことで、和真は先生役にやりがいを感じ始める。
樹希は生活保護という境遇から、進学も将来の夢も諦めている。和真はそのことに疑問を抱き、生活保護について調べる。やがて生活保護の例外的措置により、樹希の進学や就職の可能性が明らかになり、樹希は将来に希望を抱く。相反する家庭の立場から反目し合っていた和真と樹希は、徐々に互いを理解し始め、カフェ・居場所はその名の通り、2人の「居場所」となってゆく。
その矢先に、和真が通行人とトラブルを起こしたことから、カフェ・居場所は放火され、全焼してしまう。和真は責任を感じて、自宅で引きこもる。樹希も茫然とした日々を送り、その間に母の病状は悪化する。樹希は現在の窮乏からの脱出と進学のために、和真から教わった知識をもとに動き出す。
樹希とアベルは和真のもとを訪れ、樹希は前に進みだしたことを、アベルは勉強の楽しさを告げる。和真は自分の知識が2人の伝わったことと、何のために勉強するのかを実感し、樹希やアベルと共に、自分にとっての本当の「居場所」を捜すために進み始め、物語は終わる。

## 登場人物
山之内 和真（やまのうち かずま）
主人公の1人。中学3年生。父は厳格な大学病院の医師。
佐野 樹希（さの いつき）
主人公の1人。勉学の傍ら、家では家事一切を引き受けている。
渡辺 アベル（わたなべ アベル）
樹希を慕う少年。中学1年生。父はナイジェリア人。父の暴力の影響で、言葉が話せない。
城田 エマ（しろた エマ）
和真や樹希の級友で、樹希の幼馴染み。
佐野 奈津希（さの なつき）
樹希の妹。3歳。病弱で、樹希にさらに負担をかけている。

## 作風とテーマ
生活保護、教育虐待、外国籍の児童、精神障害、引きこもりといった、日本の深刻な社会問題を扱った作品である。困窮家庭の実情や世間の目、生活保護制度の説明が織り交ぜられている。刊行当時にはまだ一般的な言葉ではなかったヤングケアラーを題材とした作品でもある。
タイトルの「むこう岸」とは、現代社会の貧富の両極端を「むこう」と捉えていることを意味している。貧困の環境にある子供が、周囲にそれを気づかれることなく絶望していると考えられたことから、「貧困の状況下にある者は別世界の住人同然になり、分断されると、向こう岸で何が起ころうと無関心になる」との意味、「エリート層と貧困層に分断され、互いを対岸の火事のように人ごとで見ている社会であってはならない」との主張が込められている。
貧困家庭で苦境にいる子供たちに対して、「誰もが等しく教育を受ける権利を持つ。希望を捨てないで」とメッセージが込められた作品でもある。

## 製作
著者の安田夏菜が、本作の着想のもとにしたものは、執筆の約2年半前に安田が読んだ新聞記事である。その記事によれば、塾に通えない貧困家庭の子供に、大学生が無料塾で勉強を教えており、その子供が「貧乏だから高校へ行けない」と思い込んでいるところへ、大学生が「絶対に行ける」と教え、子供が号泣したとあった。このことで安田は、「自分に何かできることはないか」と触発されたこと、「社会的弱者は即ち情報弱者」という図式があると考えたことで、子どもの貧困を題材とした作品の執筆に繋がった。
それに加えて、安田夏菜が十代の頃にヘルマン・ヘッセの小説『車輪の下』を読んでいたことも背景にあった。同作では主人公がエリート校へ進学するものの、学業に挫折し、最後には死んでしまう。安田はこの主人公がなぜ死ななければならなかったのか、彼を救う方法はないかと、ずっと考えていたのだという。
執筆にあたっては、私立中学を目指す子供を「お受験組」、公立中学へ進む子供を「雑草組」と呼び区別する最近の風潮にも反発を感じ、生活保護などの制度について調べ始めた。安田自身は社会福祉や法律の専門家ではないため、それらの方面の勉強をしたり、執筆の切り口を考えるなどの準備で、数年を要した。
実際に生活保護を受けている人々への取材は、敢えて行わなかった。これは、受給者すべてに話を聞くことが可能なわけではなく、どうしてもその一部になってしまうと考えられたことと、取材を行うと感情移入してしまい、かえって自分の描く世界が狭くなってしまうと考えられたためであり、取材は控え、関連書籍を読み込んで、人物像などを作り上げた。
後年、執筆時の想いとしては「なぜ、こんなに難しく重たいテーマを選んでしまったのだろう」と思っていたことを述懐しており、本作を思い起こす際には、書き通して最後まで辿り着くのに、非常に苦しかったという思い出が強いと語っている。また、生活保護法などの法律の方へ話を振り過ぎてしまうと、児童文学として不可欠なエンターテインメントとしても面白さが損なわれてしまうことから、そのバランスをいかに取るかで苦労したという。さらに、生活保護に関して、「受給することが恥ずかしい」「ずるい」といった感情を抱いている者もいるであろうことから、「上っ面だけのきれいごとを言っているだけ」と思わせないような物語の組み立てにも苦悩し、最後の主人公のエピローグを書き上げたときには本当に安心したという。

## 評価
困窮家庭の実情や世間からの目、生活保護制度の説明が織り交ぜられていることから、生活保護ケースワーカーらによる団体である全国公的扶助研究会では、「生活保護をテーマにした児童文学の傑作」と評価されている。
大阪府堺市の職員の1人は、生活保護の境遇にある主人公が将来の希望を抱く様を指して「本の中で、生活保護制度が生きた瞬間を見ることができた」と話している。堺市では、中高生が生活保護を理由に夢を諦めないようにと、支援制度などに関する冊子を作り配布しているが、こうした子供たちが希望を抱く様子を目の当たりにしたことがないことから、それを物語で疑似体験し、「我々の仕事に夢があると思えた」とも話している。
物語の中心的な舞台となる喫茶店では、店主と主人公たちとの会話の場面もあるものの、店主はさりげなく事情を尋ねるのみで、何もかも細かく聞くわけではない。滋賀県大津市のスクールソーシャルワーカーの1人は、法律ができて、困窮家庭の進学率などの数値や相談窓口の開設など、行政や社会が目に見える結果を性急に求める傾向があると感じていることから、「前のめりがちな社会のヒントになる」として、作品に注目している。
先述の通り、製作にあたって取材はされていないが、生活保護の制度運用の実態までつかみ、生活保護の利用者たちの立場が弱くなっている状況も描かれていることから、「的確さに舌を巻く」との声もある。「力強く成長する主人公たちに胸が熱くなる」「中学生の男女の視点で貧困、格差社会を見つめた意欲作」などの声も寄せられている。
本作は以下のように、山之内和真と佐野樹希、主人公2人の視点から語るエピソードが交互に展開されており、日本国際児童図書評議会においては、異なる立場から見ることの大切さが伝わる点が評価されている。
2019年には、第59回日本児童文学者協会賞を受賞した。この賞の選考においては、2人の主人公がそれぞれの環境の中で、情緒に流されることなく、自分たちのやり方を探索する姿勢が評価された。選考委員の1人である児童文学作家の安東みきえは、貧困を描く多くの作品の中で、本作は子供自身が学ぶことで現状の窮乏を打破しようとする展開に「爽快感さえ覚えた」と語っている。作家の西沢杏子は、生活保護を取り巻く理不尽を、読者が主人公と共に学ぶことができることに着目しており、生活保護を受けながらもたくましく生きる主人公の少女に対して「拍手を送らずにはいられない」と語っている。児童文学研究者の目黒強は、貧困家庭の子供が自分の夢を模索するための方法が、生活保護法を通して具体的に提示されていることに説得力があると評価している。
同2019年、反貧困ネットワークが貧困問題の優れた報道などに贈る「貧困ジャーナリズム大賞」において、貧困ジャーナリズム特別賞に選ばれた。この受賞においては、母子家庭の児童や外国籍の児童に目を向けていること、その対極に位置する学歴競争の中で苦しむ児童の双方に目を向けている点や、生活保護制度の利用と進学との関係など、最新の情報に基いて記述されていることが評価され、「児童文学として貧困状態にある子供の姿をリアルに描いた稀有な作品」「生活保護制度への正確な理解を促しているという点でも特筆すべき小説」とも評価されている。同2019年には、世界中の子供の本約65万冊を蔵するドイツ・ミュンヘン国際児童図書館が発表する推薦図書目録「ホワイト・レイブンズ」の1冊に選ばれた。
一方では、日本児童文学者協会賞の選考において「文学的に優れているかどうか」「物語に昇華しきれていない」との疑問点も意見された。選考委員の1人である児童文学作家の中川なをみも、著者のまっすぐな思いを感じ取りながらも、「ここからさらに昇華させて文学としての豊潤さが欲しかった」と述べている。

## テレビドラマ
2024年5月に、NHK総合テレビで単発ドラマとして放送された。副題は「もと優等生ボーイ・ミーツ・生活保護ガール」。

### キャスト
- 山之内和真 - 西山蓮都[30]
- 佐野樹希 - 石田莉子[30]
- 渡辺アベル - サニー・マックレンドン[30]
- 城田エマ - 前田あおい[30]
- 山之内真 - 岡田義徳（和真の父）[30][注 1]
- 佐野希美 - 酒井若菜（樹希の母）[30][注 1]
- 山之内香澄 - 遠藤久美子（和真の母）[30][注 1]
- 宇佐美紘一 - 森永悠希[30]（希美の担当のケースワーカー）
- 湯川紗季 - 山下リオ[30]（和真の通う塾の講師、元ケースワーカー）
- 佐野奈津希 - 永谷咲笑[30]
- 深水兼人 - 渋川清彦（樹希やアベルが居つく喫茶店の店主）[30][注 1]

### スタッフ
- 原作 - 安田夏菜「むこう岸」
- 脚本 - 澤井香織[32]
- 生活保護監修 - 衛藤晃（全国公的扶助研究会）[33]
- 演出 - 吉川久岳[30]
- 制作統括 - 齋藤圭介（NHK）、西村崇（NHKエンタープライズ）、石井智久（ランプ）[30]

### 製作（ドラマ）
プロデューサーの石井智久によれば、以前から貧困や生活保護に関するニュースを目にする機会があり、漠然と「社会の課題」と考え、何かを発信することを意識して原作を探している中で、小説『むこう岸』を読んだことが、ドラマ化の始まりだという。脚本を依頼された澤井香織は、ドラマ化の前から原作小説を知っていたことから、改めてその小説を読み、「ぜひ、作品を一緒に作りたい」と意思を示したことで、脚本の製作が開始された。
原作小説は、作者の安田夏菜が「児童文学としてはぶ厚め」と語る長さであり、それを73分という放送尺に収める都合上、原作にある重要な内容を押さえつつ、何を削っていくかという取捨選択の作業は、困難を極めた。結果的に仕上がった脚本について安田は、主人公である少年少女たちの心情、貧困を乗り越えようと模索する姿が丁寧に過不足なく表現されているとして、「作品の中心部分をとても大切にすくいとってくださっていることに感動しました」「本当にうまくまとめてくださっていて、必要な要素がちゃんと入っているんです」と語っている。
原作小説発表当時の2018年から、ドラマ化の2024年にかけて、改正生活保護法の成立により生活保護世帯の子供の進学の可能性が大きくなるなど、状況の変化があったことから、ドラマの撮影にあたっては、生活保護の監修者が関わっている。
キャスティングについて、物語の中心となる和真、樹希、アベルの3人はオーディションで選ばれた。和真役の西山蓮都は撮影当時は中学2年生であり、実際に抱えているリアルな感情を生かして、自身にしかできない芝居ができたことで、採用された。樹希役の石田莉子は原作小説を読んでおり、芝居やコミュニケーションを通して決定した。アベル役のサニー・マックレンドンは芝居に加え、和真や樹希と3人で立ったときの画なども含め、バランスの良さなどから決定した。安田は、樹希とアベルは自身のイメージ通りであったものの、和真は「眼鏡をかけた冴えない少年」とイメージしていたため、和真役に配役された西山のことを「こんなにカッコいいの!?」と驚いたという。
撮影は、東京都調布市と千葉県で行われた。調布市では市内の市営住宅、市営住宅児童遊園、調布市立図書館深大寺分館など、千葉では流山市立南流山中学校（現・流山市立南流山第二小学校）が撮影に用いられた。

## 書誌情報
- 安田夏菜『むこう岸』講談社、2018年12月4日。ISBN 978-4-06-513908-0。